# Laika Party
Laika Party is een lied van de Noorse zangeres Emmy. Het nummer werd uitgebracht op 20 januari 2025 en was de Ierse inzending voor op het Eurovisiesongfestival 2025.

## Achtergrond
Laika Party is geschreven door Emmy, Larissa Tormey, Truls Marius Aarra en Hendrik Østlund. Laatstgenoemde nam samen met Jonas Jensen ook de productie voor zijn rekening. Het nummer is geschreven tijdens een "Rena Song Fest" schrijverskamp in Noorwegen waar Emmy en Tormey elkaar hebben ontmoet. Het nummer is een ode aan Laika, de hond die in 1957 het eerste levende wezen was die rond de aarde cirkelde. Het idee voor de tekst kwam nadat Emmy per ongeluk stuitte op het tragische verhaal van Laika. Dit zorgde ervoor dat ze een voorstelling maakte met daarin een alternatief einde waarin Laika, in plaats van doodgaat, oneindig lang aan het feesten is in de ruimte.

## Eurovisiesongfestival 2025

### Eurosong 2025
Eurosong 2025 was de Ierse preselectie van omroep RTÉ om te bepalen wie Ierland in 2025 zou vertegenwoordigen op het Eurovisiesongfestival 2025. Het werd gehouden op 7 februari 2025 tijdens een speciale editie van The Late Late Show, uitgezonden op RTÉ One en RTÉ Player. De show vond plaats in het RTÉ Television Centre op 7 februari 2025. De uitslag werd bepaald door een combinatie van een nationale jury, een internationale jury en thuisstemmers die de inzendingen elk beoordeelden met 2, 4, 6, 8, 10 of 12 punten. Bij een gelijke stand waren de stemmen van de mensen thuis doorslaggevend. Emmy was met Laika Party als laatste aan de beurt.
Laika Party werd in eerste instantie geweigerd voor de Noorse Melodi Grand Prix, maar kreeg een tweede kans door verkozen te worden als inzending van Eurosong 2025 op 23 januari 2025. Het nummer kreeg van zowel de nationale jury als de thuisstemmers de meeste punten waardoor het Eurosong 2025 won en daarmee het recht om Ierland te vertegenwoordigen op het Eurovisiesongfestival 2025.

### Eurovisiesongfestival 2025
Het Eurovisiesongfestival 2025 vond plaats in de St. Jakobshalle in Bazel, Zwitserland en bestond uit twee halve finales die plaatsvonden op 13 mei en 15 mei en een finale op 17 mei 2025. Tijdens een loting op 28 januari 2025 werd bepaald dat Ierland zou aantreden in de eerste helft van de tweede halve finale. De producenten bepaalden dat Emmy als derde aantrad met Laika Party. Ze wist niet voldoende stemmen te behalen om door te gaan, waardoor Laika Party bleef steken in de halve finale.